# Cologania cordata
Cologania cordata är en ärtväxtart som beskrevs av Mcvaugh. Cologania cordata ingår i släktet Cologania, och familjen ärtväxter. Inga underarter finns listade i Catalogue of Life.